# مستصفرية
المستصفرية (الاسم العلمي: Xanthomonadaceae) هي فصيلة من البكتيريا تتبع رتبة المستصفريات من طائفة متقلبات غاما.

## أجناس
- المستصفرة